# Jul i Betlehem
Jul i Betlehem è un album in studio natalizio della cantante svedese Carola Häggkvist, pubblicato nel 1999.

## Tracce
1. O helga natt (Cantique de noël) - 4:20
2. O Betlehem, du lilla stad (O Little Town of Bethlehem) - 4:05
3. Himlen i min famn - 4.50
4. The Little Drummer Boy (feat. Blues) - 4.30
5. Nu tändas tusen juleljus - 3:00
6. En stjärna lyser så klar (En stjerne skinner i natt) - 3:50
7. Härlig är Jorden (Schönster Herr Jesu) - 4:02
8. I Wonder as I Wander - 3:20
9. Gläns över sjö och strand - 4:20
10. Mitt hjerte alltid vanker - 4:00
11. Mary's Boy Child - 3:40
12. Jag är så glad var julenatt - 4:20
13. Stilla natt (Stille Nacht, heilige Nacht) - 5:15
14. Dagen är kommen (Adeste Fideles) - 4:20